# سیارک ۲۶۰۰۲
سیارک ۲۶۰۰۲ (به انگلیسی: 26002 Angelayeung، نامگذاری:2001FL103)۲۶۰۰۲مین سیارک کشف شده‌است که در ۱۸ مارس ۲۰۰۱ کشف شد.